# Sakristei in St. Maria (Buxheim)

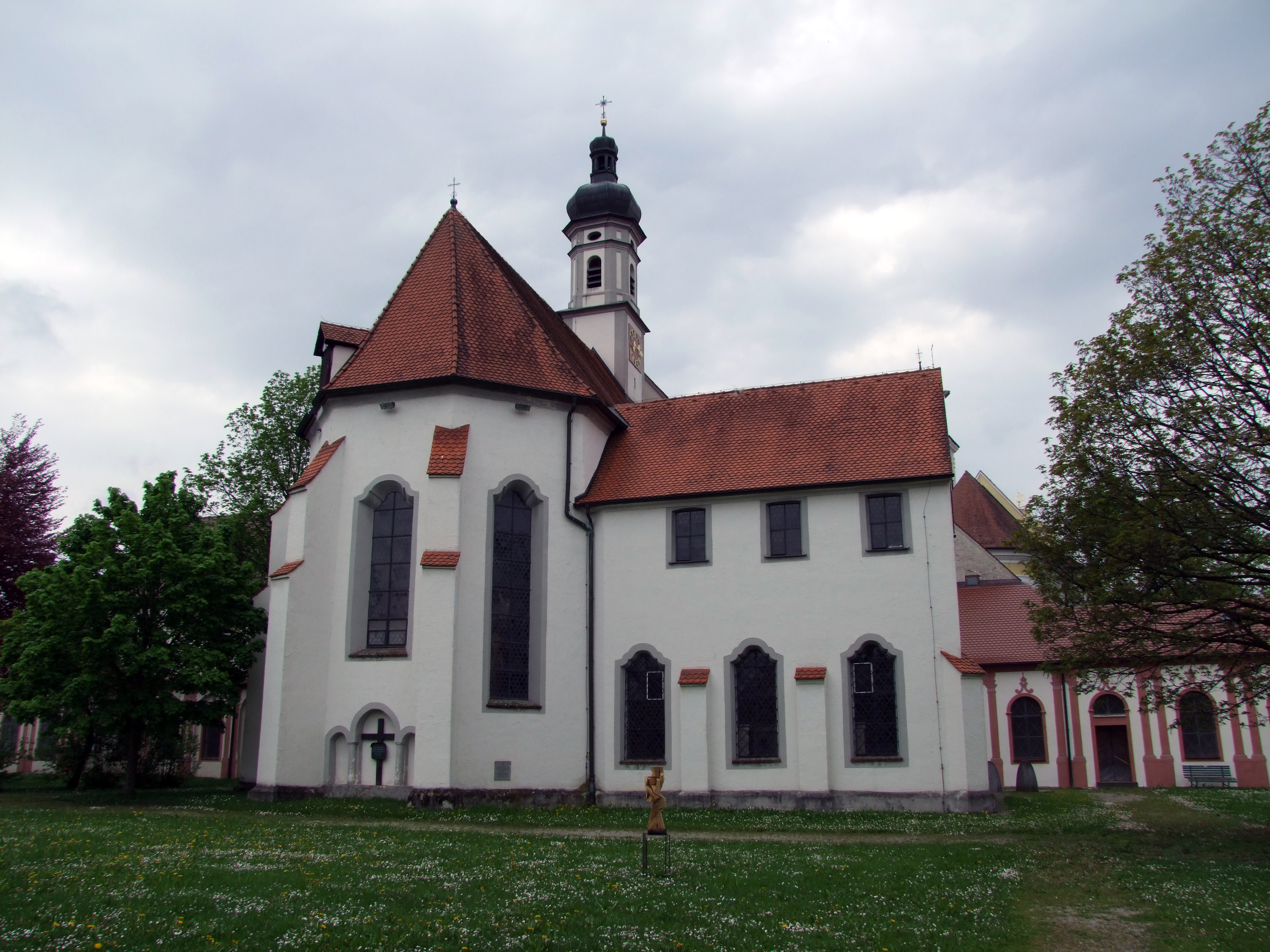
Chor und rechts daneben der Sakristeibau

Die 1516 konsekrierte Sakristei schließt sich im Nordosten an den Priesterchor der ehemaligen oberschwäbischen Kartausenkirche St. Maria an. Das zweistöckige rechteckige Gebäude zu drei Achsen in der Tiefe und einer Achse in der Breite mit einem Satteldach ist etwa 9,6 Meter lang und 6,1 Meter breit. Die Sakristei im Erdgeschoss hat eine Höhe von 5,36 Metern und war ursprünglich mit einem Kreuzgewölbe versehen, das später in ein Tonnengewölbe mit Stichkappen umgewandelt wurde. An der Nord- und Ostseite befindet sich jeweils ein spitzbogiges Fenster, die übrigen Fenster haben geschwungene Stürze.
Das ehemalige Klosterarchiv im Obergeschoss wurde im 16. Jahrhundert als Zelebrationskapelle umgebaut, deren Decke im nördlichen Teil aus einem Kreuzgratgewölbe, im südlichen aus einem Tonnengewölbe besteht. Dort befindet sich das Archiv des Kartausenmuseums.

## Fresken
Das Deckengewölbe ist mit zwei Fresken von Johann Baptist Zimmermann aus der Zeit von 1711 bis 1712 verziert. Das nördliche Fresko zeigt die Verherrlichung des Namens Gottes, das südliche Jakobs Traum von der Himmelsleiter.

### Verherrlichung des Namens Gottes
Das Fresko Verherrlichung des Namens Gottes ist das nördliche der beiden Sakristeifresken. Im oberen Drittel ist der hebräische Eigenname Gottes zu sehen. Er steht in einem Dreieck, das einem Kreis einbeschrieben ist, von dem Strahlen in alle Richtungen ausgehen. Von einer Putte gehalten schließt sich nach oben hin halbkreisförmig eine Girlande aus Blüten und Puttenköpfen an. In der unteren Hälfte sind zwei große Engel abgebildet. Der rechte Engel, dessen Kleidung in Rottönen gehalten ist, schwingt als Zeichen der Anbetung und Verherrlichung des Namens Gottes ein Weihrauchfass. Sein Blick ist nach oben auf das Tetragramm gerichtet. Der linke Engel, in Blau, Gold und Rot gekleidet und dadurch farblich betont, blickt ebenfalls nach oben und weist mit der rechten Hand auf den Namen Gottes hin. Eine Besonderheit an diesem Engel ist, dass an einer Stelle die Malerei in Stuck übergeht: Ab dem Schienbein ragt der linke Fuß des Engels aus dem Bild heraus.

### Jakobs Traum von der Himmelsleiter

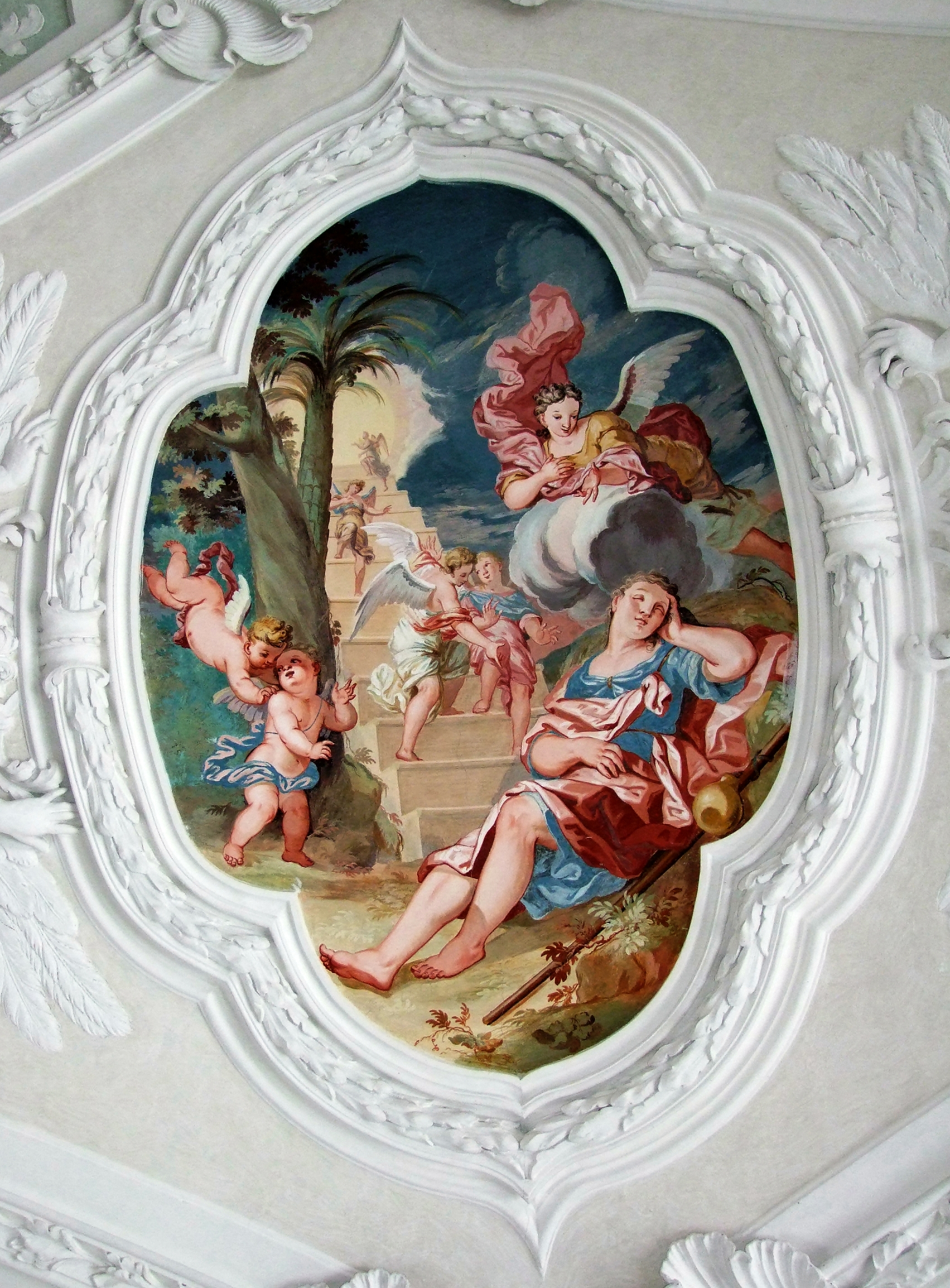
Jakobs Traum von der Himmelsleiter

An der rechten Bildseite ist schlafend Jakob an einen Fels gelehnt dargestellt. Er trägt ein blaues Gewand und einen roten Umhang. Neben ihm liegt auf dem Boden ein Wanderstab, mit einem am oberen Drittel angebundenen Gefäß. Die rechte Hand hat Jakob auf seinen Bauch gelegt, mit der linken stützt er seinen Kopf am Felsen ab. Die Augen sind geschlossen. Entgegen der biblischen Erzählung weicht hier der Maler größtenteils davon ab. Über ihm ist auf einer weißen Wolke liegend ein in Gold und rotem Tuch gekleideter Engel zu sehen. Der linke Flügel ist aus gespreizt, der rechte wird von dem roten, weit nach oben flatternden Tuch verdeckt. Die rechte Hand des Engels zeigt auf seine Brust, die linke zeigt mit geöffneter Hand auf den darunter schlafenden Jakob. Dieser Engel kommt in der Bibel nicht vor. Der Himmel, welcher das obere Bild einnimmt, ist Nachtblau mit wenigen Wolken. Links von Jakob beginnt die Himmelsleiter. Johann Baptist Zimmermann malte diese Leiter als zwölfstufige Treppe. Auf der dritten und vierten Stufe kommen zwei Engel herunter. Die Flügel des linken, in Weiß gekleideten Engels sind weit gespreizt. Seine linke Hand zeigt nach oben, die rechte Hand nach unten, auf das Ende der Treppe. Direkt neben ihm ist der zweite Engel abgebildet. Er ist in rotem Gewand mit blauem Tuch gemalt. Sein Gesicht sieht auf den neben ihm laufenden Engel. Die Hände des Engels sind mit den Handflächen nach vorn gerichtet, wie als ober einen Sturz abfangen wollte. Auf der siebten und achten Stufe folgt ihnen ein weiterer Engel. Aufgrund der weiten Entfernung nun schon deutlich kleiner als die vorderen beiden. Auf der vorletzten Stufe, welche in einem hellen kreisrunden Licht endet, ist der letzte Engel abgebildet. Das Licht steht sinnbildlich für Gott. Der Engel ist der einzige, der die Treppe nach oben steigt. Die Treppe wird links von einer Palme mit Früchten und einem Laubbaum begrenzt. Unter der Palme sind zwei Putten, welche sich zu unterhalten scheinen, zu sehen. Der stehende untere trägt ein blaues Tuch, der von oben herunter schwebende, ein rotes Tuch um die Lenden.

## Sakristeialtar

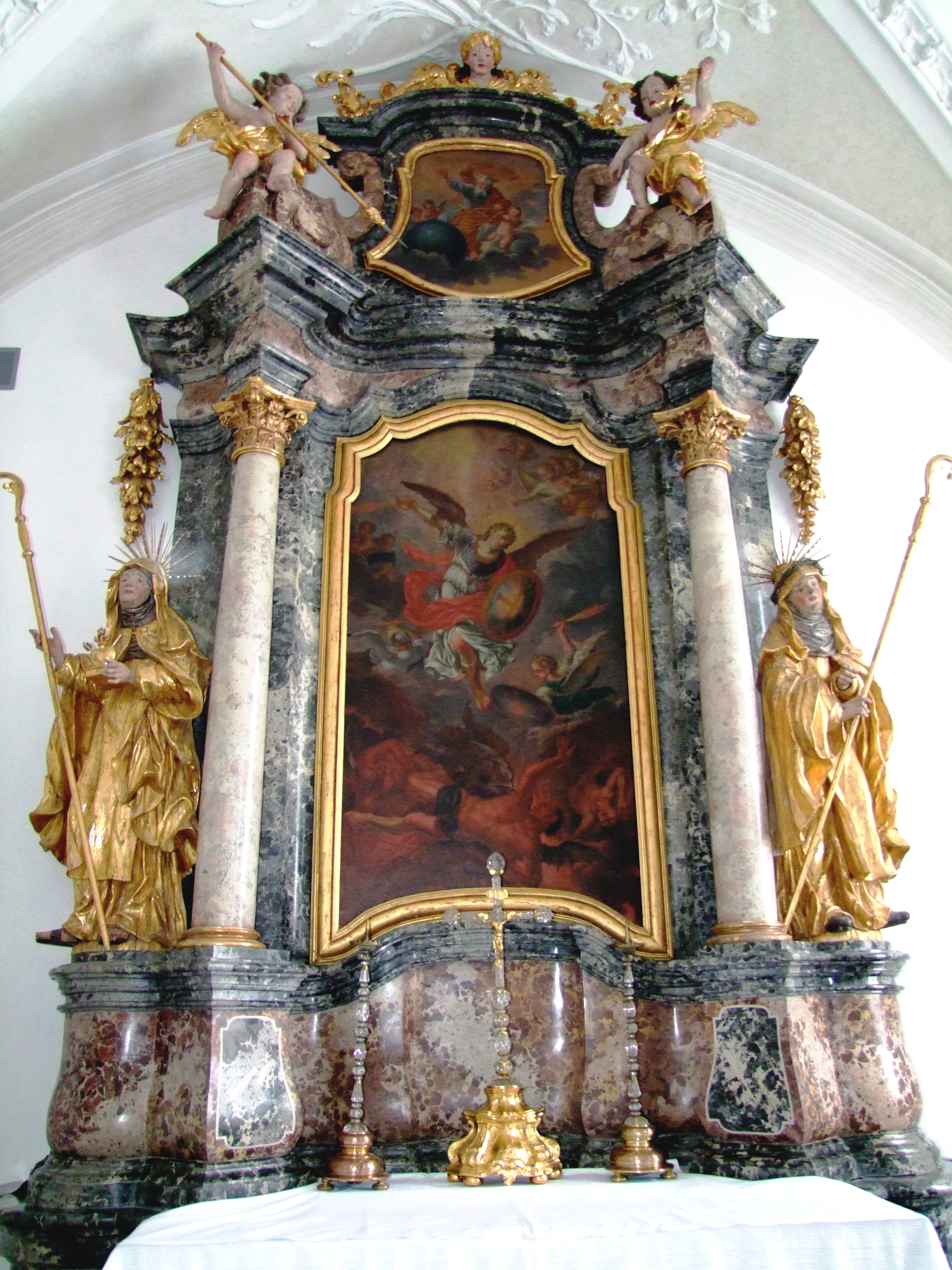
Der Altar in der Sakristei

Der Altar der Sakristei steht an der Nordwand. Er wurde 1711 bis 1712 von Dominikus Zimmermann geschaffen. Der Altarunterbau ist ein schlichter Holztisch mit einem einfachen Antependium. Auf dem Tisch steht ein versilbertes und vergoldetes Kreuz, flankiert von zwei versilberten Leuchtern. Der Altaraufbau aus Stuckmarmor besitzt ein Altarblatt, das von zwei Stuckmarmorsäulen flankiert wird. Neben den Stuckmarmorsäulen stehen zwei in Gold gefasste Statuen. Die nördliche Statue stellt Gertrud von Helfta dar. Sie hält in der linken Hand einen Äbtissinenstab, in der rechten ein Buch mit einem flammenden Herz und einem darin steckenden Pfeil. Ihr von einem Strahlenkranz umgebener Kopf ist leicht nach oben gerichtet, ihr Blick geht über den Betrachter hinweg. Die südliche Statue stellt Mechthild von Hackeborn dar. Sie hält in ihrer rechten Hand einen Äbtissinenstab; die Attribute in ihrer linken Hand sind verschollen. Früher trug sie ein Buch mit einer Taube und einem flammenden Herz. Ihr Haupt ist von einer Dornenkrone und einem Strahlenkranz umgeben.
Das Altarblatt zeigt Erzengel Michael und den Engelssturz. Der Erzengel im Mittelpunkt in blauem und weißem Gewand ist mit weit abgespreizten Flügeln dargestellt. Um seine linke Schulter schlingt sich ein rotes Tuch bis über die Lenden. In seiner rechten Hand hält er ein flammendes Schwert, in seiner linken einen Schild mit einem roten Kreuz. Im Himmel über ihm befinden sich mehrere Putten und an seinen Seiten zwei bewaffnete Engel. Im Höllensturz unter ihm fällt Luzifer in die Hölle. Er ist in Rottönen gemalt, besitzt schwarze Flügel und ist mit einem schwarzen Lendenschurz bekleidet. Sein Blick geht nach oben und ist auf den Erzengel Michael gerichtet. Seine rechte Hand zeigt nach oben, seine linke nach unten. Das rechte Bein ist nach hinten abgewinkelt, das linke ausgestreckt. Die Darstellung Luzifers nimmt das gesamte untere Drittel des Bildes ein. Mit ihm fahren weitere Engel in die Hölle.
Im Auszugsbild sitzt Gottvater auf einer Wolke. Er ist in ein pastellblaues Gewand gekleidet, ein rotes Tuch schwingt sich über seinen Körper und weht weit hinter ihm in den Himmel. Vor ihm ist die Erdkugel zu sehen, um ihn mehrere Putten. Flankiert wird das Auszugsbild von zwei Putten, die thematisch zum Altarblatt gehören. Die linke Putte trägt einen Speer, die rechte ein Bündel Blitze schräg nach unten gerichtet. Sie unterstützen damit den Kampf Michaels gegen Luzifer und die abtrünnigen Engel. Die Bekrönung des Altars bildet ein Puttenkopf mit Rocailleschmuck.